# Euonymus serratifolius
Euonymus serratifolius là một loài thực vật thuộc họ Celastraceae. Đây là loài đặc hữu của Ấn Độ.